# Svenja Stadler

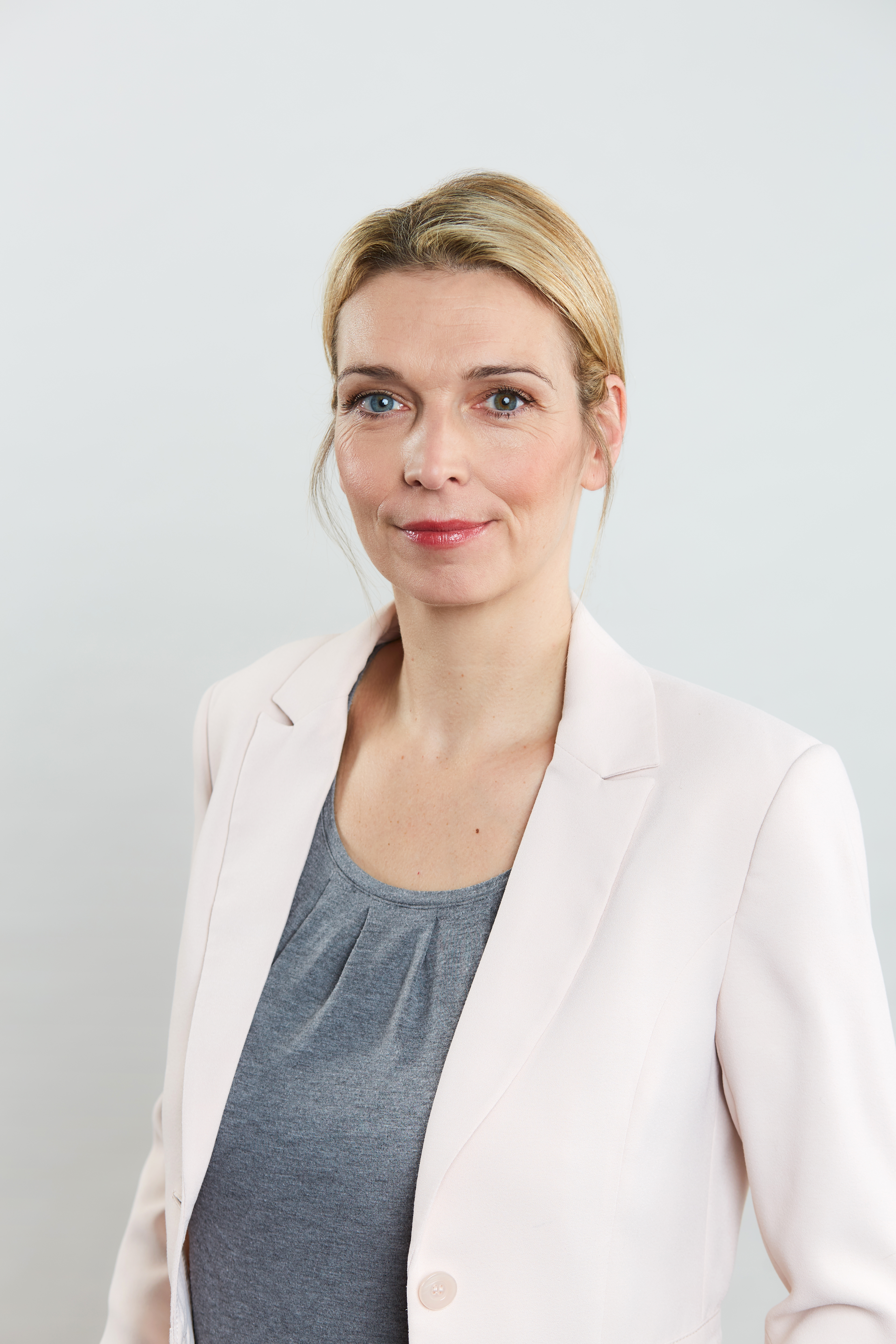
Svenja Stadler, 2019

Svenja Stadler (* 26. August 1976 in Oldenburg (Oldenburg)) ist eine deutsche Politikerin der SPD und PR-Beraterin. Seit dem 22. Oktober 2013 gehört sie dem Deutschen Bundestag an.

## Leben
Stadler verließ 1997 die Liebfrauenschule in Oldenburg mit dem Abitur. Sie ließ sich danach zur Werbekauffrau mit dem Schwerpunkt PR ausbilden und war von 2000 bis 2013 als PR-Beraterin und Teamleiterin in Hamburg tätig.
Stadler ist verheiratet und hat zwei Kinder.

## Politik

### Partei
Stadler trat 1994 der SPD bei und übernahm verschiedene Funktionen in der Partei. So ist sie seit 2021 Vorsitzende des SPD-Unterbezirks Landkreis Harburg und seit 2019 stellvertretende Vorsitzende des SPD-Bezirks Hannover.

### Bundestag
Bei der Bundestagswahl 2013 kandidierte sie im Wahlkreis Harburg für das Direktmandat und zog über Platz 8 der Landesliste ins Parlament ein. In dieser Wahlperiode war sie Mitglied im Ausschuss für Familie, Senioren, Frauen und Jugend und stellvertretendes Mitglied im Ausschuss Digitale Agenda. Darüber hinaus war sie Obfrau der SPD-Fraktion im Unterausschuss Bürgerschaftliches Engagement sowie Sprecherin der SPD-Fraktion für Bürgerschaftliches Engagement.
Bei der Bundestagswahl 2017 zog Stadler erneut über die Landesliste in den Bundestag ein. In dieser Wahlperiode war sie stellvertretendes Mitglied im Haushaltsausschuss und Haushälterin für die SPD-Bundestagsfraktion für das Bundesministerium für Familie, Senioren, Frauen und Jugend sowie weiterhin Mitglied im Ausschuss für Familie, Senioren, Frauen und Jugend, Obfrau der SPD-Fraktion im Unterausschuss Bürgerschaftliches Engagement und Sprecherin der SPD-Fraktion für Bürgerschaftliches Engagement. Seit 2021 ist sie außerdem Mitglied im Unterausschuss „Parlamentarisches Begleitgremium COVID-19-Pandemie“.
Bei der Bundestagswahl 2021 gewann sie im Wahlkreis Harburg erstmals das Direktmandat. Seitdem ist sie Mitglied im Haushaltsausschuss, stellvertretendes Mitglied im Gesundheitsausschuss sowie Haushälterin für die SPD-Bundestagsfraktion für das Bundesministerium für Gesundheit.
Bei der Bundestagswahl 2025 zog Stadler erneut über die Landesliste in den Deutschen Bundestag ein.

### Weitere Ämter
Bei den Kommunalwahlen in Niedersachsen 2016 zog Stadler in den Kreistag Landkreis Harburg sowie in den Ortsrat Fleestedt, Glüsingen, Beckedorf, Metzendorf ein. Bei den Kommunalwahlen 2021 wurde sie in beide Gremien wiedergewählt.
Sie ist außerdem Vorsitzende des Kuratoriums des Müttergenesungswerks.